# Lake Alice (Manawatu-Wanganui)
Der Lake Alice ist ein See im Rangitikei District der Region Manawatū-Whanganui auf der Nordinsel von Neuseeland.

## Geographie
Der See befindet sich rund 7 km südwestlich von Marton und rund 7,7 km nordwestlich von Bulls. Mit einer Südost-Nordwest-Ausdehnung erstreckt sich der 12 Hektar große See über eine Länge von rund 775 m und misst an seiner breitesten Stelle rund 255 m in Südwest-Nordost-Richtung. Mit einer Tiefe von 3,2 m und einem Seeumfang von rund 1,9 km ist der See auf einer Höhe von ca. 110 m anzutreffen.
Das Wassereinzugsgebiet des Lake Alice, das eine Fläche von 238 Hektar umfasst, steht zu 80 % unter dem Einfluss der Viehwirtschaft.
Gespeist wird der See von einigen wenigen Bächen aus nordöstlicher bis östlicher Richtung. Seine Entwässerung findet der Lake Alice an seinem nordwestlichen Ende über ein kleines Feuchtgebiet und einen nach Westnordwesten abgehenden kleinen Bach statt, der nach rund 1,8 km im Boden versickert.